# Veenweg (Groningen)
De Veenweg is een straat in Groningen. De weg heeft sinds 21 juni 2002 geen doorgaande functie meer voor gemotoriseerd verkeer. Voor fietsers vanuit Eelderwolde is dit een belangrijke route richting het centrum van de stad Groningen. De weg is dan ook onderdeel van de utilitaire hoofdfietsroutes in de regio Groningen-Assen.

## Geschiedenis
De weg loopt door een voormalig veengebied in het oorspronkelijke dal van de Drentsche Aa, het Neerwolde. Rond 1900 werd de weg aangelegd als verlengde van de Paterswoldseweg, in die tijd had de huidige Veenweg ook deze naam. Toch stonden er al in de 18e eeuw een aantal kleine boerderijen in het gebied. Door de aanleg van deze weg kregen Eelde-Paterswolde en Eelderwolde een rechtstreekse verbinding met de stad. De kavels die er toentertijd lagen werden schuin doorsneden waardoor er een zaagtand structuur ontstond. Rond 1920 rezen er langs de weg verschillende grote huizen op, aangezien het gebied door de recreatiemogelijkheden van het Paterswoldsemeer aantrekkelijk werd voor de stadjers om zich hier te vestigen. De buurtschap die langs de Veenweg ontstond werd Halfweg genoemd, die naam verschijnt rond 1910 voor het eerst op de kaarten. De buurtschap viel tot 1970 onder de gemeente Haren en de plaats Eelderwolde. Halfweg werd door de bouw van Corpus den Hoorn en het Martini Ziekenhuis in de jaren '80 van de 20e eeuw opgeslurpt door de stad, waardoor de naam Halfweg verloren is gegaan. Tot en met 1929 liep de tramlijn Groningen - Eelde door de straat, in dat jaar is de lijn opgebroken.
In 2002 werd de weg afgesloten voor het doorgaande verkeer. Het verkeer vanuit Eelderwolde moest vanaf toen via de nieuw aangelegde route van de Paterswoldseweg langs de Piccardthofplas rijden, wel bleef het een belangrijke fietsader. De laatste decennia is de Veenweg ingesloten geraakt door de woonwijken Hoornse Meer en Hoornse Park, toch behield het zijn karakteristieke elementen door het weglaten van kruisende wegen van de nieuwe wijken.
Langs de weg staat onder andere een door architect Johannes Albertus Boer ontworpen landhuis (Veenweg 18), waar keramist Anno Smith jarenlang heeft gewoond. Gemeentelijke monument 0014/101568 (Veenweg 47), een landhuis in Engelse stijl van architect A. Goodijk, werd gebouwd in opdracht van beeldhouwer Willem Valk. Valk woonde hier en had hier zijn atelier.

## Heden
De weg begint tegenwoordig bij de ingang van de Hoornseplas. Voor fietsers is hier een verbinding naar de Paterswoldseweg. Aan het noordelijkste puntje van de weg staat de Montessori-locatie van de Boerhaaveschool en is er opnieuw een verbinding met de Paterswoldseweg voor fietsers. De weg is voor gemotoriseerd verkeer toegankelijk vanuit de B.S.F. von Suttnerstraat.